# Dub Emy Destinnové
Dub Emy Destinnové roste na hrázi Nové řeky nedaleko obce Stříbřec v okrese Jindřichův Hradec v Jihočeském kraji. Dub je památný strom registrovaný pod číslem 102990 AOPK.

## Základní údaje
- druh: dub letní (Quercus robur)[3]
- obvod: 593 cm (měření v roce 2004)[4]
- výška: 23 m (měření v roce 2010)[4]
- ochranné pásmo: kruh o poloměru 10 m od kmene stromu[2]
- věk: 393 let aktuálně (podle odhadu z roku 1982)[4]
- památný strom ČR: od 1. ledna 1988[2]
- umístění: kraj Jihočeský, okres Jindřichův Hradec, obec Novosedly nad Nežárkou, k.ú. Mláka[2]

## Stav stromu a údržba
V roce 2006 byl proveden bezpečnostně-zdravotní ořez. Zdravotní stav stromu není dobrý, podle údajů z roku 2010 je dub je silně poškozený.

## Zajímavost
Nová řeka, kde roste památný dub, bylo oblíbené místo operní pěvkyně Emy Destinnové, která trávila posledních 16 let svého života v nedaleké Stráži nad Nežárkou. Ema Destinnová zde nacházela klid a útěchu v přírodě, milovala stromy, věnovala se oblíbenému rybaření. Do kůry dubu je zasazen její obrázek. V bezprostřední blízkosti stromu je její pomníček. K památnému stromu vede zelená turistická značka. Trasa je vhodná pro vozíčkáře.

## Památné stromy v okolí
- Dub v Bažantnici
- Dub u Budínského rybníka
- Stříbřecká hrušeň
- Novořecká dubová alej
- Dub u Nového Vdovce
- Dub u Starého vdovce 1
- Dub u Starého vdovce 2
- Dub u Starého vdovce 3